# ナサケの女〜国税局査察官〜
『ナサケの女〜国税局査察官〜』（ナサケのおんな こくぜいきょくささつかん）は、2010年10月21日から12月9日まで毎週木曜日21時 - 21時54分に、テレビ朝日系「木曜ドラマ」枠で放送された日本のテレビドラマ。主演は米倉涼子。
2012年2月4日にスペシャル版が放送された。このスペシャル版は2019年9月1日に、「テレビ朝日開局60周年 夏の傑作選」の一本として、『日曜プライム』枠で放送された。

## 概要
国税局の査察官を題材にしたテレビドラマであり、1987年に公開された伊丹十三監督の映画『マルサの女』のオマージュ的作品とも言える。その影響から、本ドラマのナレーションにマルサの女シリーズで花村統括官を演じた津川雅彦を起用している。
作品には税務監修として元国税局職員で著作家の大村大次郎を起用しており、実際に国税局査察部内で使用されるさまざまな隠語が登場する。本ドラマタイトルの「ナサケ」も国税局査察官（マルサ）の中の情報部門を指す隠語である。尚、勝村政信が演じる日野敏八が所属する実施部門は「ミノリ」と呼ばれる。この他にも脱税容疑者が隠し持つ現金に対して「タマリ」などの隠語も回を重ねながら使用される。
内容としては職業物の刑事ドラマ的な要素が強く、ドラマの進行としても勧善懲悪且つ1話構成で毎回ゲストが脱税容疑者として登場し、これらを裁くという至ってシンプルな構成である。しかし、主人公松子の周囲に様々なクセのある人間が絡み、回を重ねるごとに人間ドラマも描写される。

## キャスト

### 東京国税局

#### 査察部情報部門査察第18部門
松平松子〈35〉
演 - 米倉涼子
査察官（サカン）。名古屋国税局西伊豆税務署に所属する徴収官であったが、実績を買われ査察部長の新田の引き抜きによって東京国税局勤務となる。職場にはほとんど私服で出勤したり、時間外の勤務を嫌ったりする（但し、退勤後の時間は独自の裏調査に費やしている）為、あるいはマイペースで誰とも馴染まない為に協調性を疑われ、部内の大半の人物から敬遠されるものの、独自の「勘」で強引かつ大胆な調査を行う。統括官の曽根から三木とコンビを組むように言われ行動を共にするが、突如独断で抜け駆け調査を行う事も多い。一見冷徹な人間のようにも見えるが、実は人情味に溢れた人物であり内偵調査やすでに自供した脱税容疑者と打ち解けて腹を割って話すなどコミュニケーション能力もある。過去にヤンキーだった縁から赤川を筆頭とした子分達に慕われているが、自身が査察官である事を知られたくはないらしく、子分に職業を尋ねられても「消費者金融の取り立て」と答えている。「脱税してる奴は日本の道路を走るな!」が口癖。内偵の為には手段は選ばず、第1話では令嬢のように装って愛川に近づき、第4話ではタキと健太郎に近づく為に住居へ押しかけたり、サチが以前勤務していたキャバクラで客とつるむなどして情報を得ようとする。大の酒好きで、犬養ほどではないが利き酒の能力もある。その他に大型バイクの運転、ダイビングなどもできる等、運動能力も極めて高い。高卒出身。
三木航介〈30〉
演 - 塚本高史
国税査察官。着任早々の松子と組まされることになる。独断専行の松子に振り回されつつも、目前で様々な脱税を暴いている松子に一目置いている。第18部門では唯一の味方ともいえる存在で、徐々に松子に対して手助けをするようになる。大卒出身。
五藤満〈37〉
演 - 鈴木浩介
主任国税査察官。七三分けに眼鏡という古典的なスタイル。気が弱そうなところもあるが、些細な物事に執着するタイある。最終話で犬養に対し「一美」と呼んでいたことから犬養との結婚、そして父親になることが明らかになった。高卒出身。
久米四郎〈42〉
演 - 小市慢太郎
チーフ主査。出世欲が強く、曽根に対してとりなしを持とうとする。但し、松子が異動してからは彼女の言動に振り回される面も多く、厄介な事に介入したくないからか閑職に追いやろうと曽根に助言したりする。幼稚園に通う娘と、そのお受験に熱心な妻がいる。大卒出身。
二宮晶太〈24〉
演 - 夕輝壽太
国税査察官。真面目で気が弱いが査察部内随一のパソコンマニアであることからIT系に非常に強く、部内でその力量を買われている。高卒出身。
内村ナナ〈26〉
演 - 斎藤めぐみ
国税査察官。噂好きですぐに対人関係の噂を勘繰る癖があり、その根底には自身の結婚相手に出世が深く絡む男性との縁を欲しているようである。高卒出身。
曽根六輔〈57〉
演 - 泉谷しげる
統括官 (トウカツ）。松子の上司。一見、強面だが実は情に厚く妻子を愛する家庭人でもある。何事にも大きな波風を立てる事なく退職し、その後は税理士として安泰な生活を送ることを夢見ている。しかし、松子が異動してきてからはその本願が危ぶまれていると感じており、第2話では酒の席で日野につい愚痴をこぼしていた。百瀬徹男主査の元部下。高卒出身。
雨宮賢治
演 - 三上真史
経歴：実施部門査察第37部門（連続ドラマ） → 査察部情報部門査察第18部門（スペシャル以降）
実施部門査察第37部門・国税査察官。
日野総括主査の直属の部下で日野と共にしている。スペシャルでは実施部門から情報部門査察第18部門に移動している。

#### 実施部門査察第37部門
日野敏八〈45〉
演 - 勝村政信
実施部門査察第37部門・統括主査 (ソウカツ）。高卒でノンキャリアの一人。実施部門の仕事に収まりきれず、情報部門のメンバーにやたらと絡みたがり、18部門に入り浸っている。いったん火がつくと熱くなるタイプで、特に脱税容疑者の取り調べでは極端なドSに変貌する。嫌疑者が車で逃走した時は公用車のパワー(スピード)の限界を理由に言い訳をする。第4話に登場する小田サチがキャバクラ嬢だった頃、日野のお気に入りだった。
犬養一美〈39〉
演 - 飯島直子
情報部門査察第18部門主査（連続ドラマ）→実施部門査察第37部門（スペシャル以降） 主査（ヌシ）。松子の上司で、過去に何件もの巨額脱税を摘発しているというキャリアウーマン。クールな理性派で、直感的に行動することが多い松子とは対極の立場にいる。但し、松子を完全に嫌っているわけではなく、第2話で松子が独自に調査した内容を「有り得る」と評価する面も見られる為、あくまで「勘」を重視して行動する松子を批判しているだけで、裏づけのある情報内容に関しては納得する傾向がある。第4話では松子とコンビを組まされる。査察官である事を誇りに思っており「女の武器」を使う事を極度に嫌っている。ワインテイスティングが出来るらしく、微量のワインを口に含むだけでワインの原産地、年代、おおよその価格まで把握できる。最終話で自ら妊娠中の身であることを明かし、その後五藤との結婚も明らかとなり、主査の職を辞め、税務署の相談役となった。
スペシャルでは、実施部門の主査として査察部に戻ってくる。大卒出身。

#### 査察部幹部
新田進次郎〈45〉
演 - 柳葉敏郎
東京国税局査察部長 (イチバン）（連続ドラマ）→財務省財務事務次官（スペシャル以降）。ハーバード・ビジネス・スクール卒、経営学修士の学位を持つキャリア組筆頭の出世頭。いずれは財務省に戻って事務次官の座を目指す男。松子を西伊豆税務署から引き抜いた張本人でもある。一見、非常に固い人物でもあるが松子の才能を見抜いており、独断専行を叱責する反面、期待もかける。第1話で松子と居合わせたエレベーターで足元に100円が落ちていた時、気付いていないフリをしながら100円を拾ってバツが悪いところを見られてしまう。財務省の人事が近づいているようで本省の上役から「君は国家を担う人間だ。安っぽい正義感など捨てろ」と言われる。第7話で萩原に撃たれ瀕死の重傷を負うが、驚異的な回復力を見せ、花形不動産の事件後に晴れて財務省事務次官の座に就く。
遠藤幸男
演 - 長谷川朝晴
東京国税局査察部査察次長（ニバン）。東京大学卒の財務官僚で東京国税局に出向している。早く大手町から霞が関に戻りたいと愚痴をこぼす。新田のやり方に不満を持っている。新田が撃たれた後は査察部長代理を務めるが第18部門の独断で強制調査を進めていることに気づき止めさせるが曽根統括官らに説得されるが責任を放棄する。

### その他
赤川友也〈23〉
演 - 瀬戸康史（幼少：金田悠希）（ - 第5話）
「鉄子の部屋」の常連。ヤンキー仲間の一人で、松子からは「友也」と呼ばれ、最も松子を慕う子分。現在はクリーニング屋を営んでいるが、松子に頼まれれば仕事そっちのけで調査に協力し、バイクを駆って追跡したり、張り込みを行ってカメラで撮影するなどしている。両親共に他界していると本人は語る。4歳の時に山井興業の運転手で裏金を運ぶ仕事をしていた父・真が自殺して、ずっと金を憎んでいたが、第5話でヤンキー時代の先輩である萩原からダンボール箱を預けられ、その中身が表に出してはいけない金だと知ると、ダンボール箱に入っていた3億円をすべて持ち出し、汚い金で不幸になった父親と違い、自分はそれで幸せになると、松子らの制止も聞かずに海外に旅立ってしまう。第7話で渡航前に「鉄子ママごめん。色々ありがとう」とだけ書いたハガキを鉄子に出していたことが明らかになる。
西恭子〈24〉
演 - 鹿沼憂妃
ヤンキー仲間の一人。赤川のクリーニング屋を手伝う。松子の事を「ねえさん」と慕い、友也に来た松子からの依頼も手伝いたがる。友也がいなくなった後は「鉄子の部屋」で働いている。
鉄子〈年齢不詳〉
演 - 武田鉄矢
オカマバー「鉄子の部屋」のママ。唯一、松子が腹を割って話せる存在。第2話で松子に以前の職業を聞かれ「ネクタイを締める職業」であったと語っている。第1話から第3話までの最後の場面で雨の中子供の前で現金を埋めていたり、その光景を友也がおぼろげに覚えている様であるなど謎の多い人物だが、第5・6話にて新田から元東京国税局査察部の主査であること、第7話にてみどりから本名が「百瀬徹男（ももせ てつお）」であることが言及されている。最終話ではエレベーターに乗り込む花形の前に本来の「百瀬徹男」の姿で現れ、彼に対して揺さぶりをかけていた。直後に内偵中の松子と出くわし、いつものオネエ口調ではなくハッキリとした男口調で自身の思いを語り、松子を激励した。主査時代は曽根統括官の直属の上司だった。
本来のストーリーには登場しない人物であるが、武田が「白と黒がはっきりしている」というストーリーの特性上、その中間的存在である「オカマ」が居ればと自ら志願してなった役だという。
みどり
演 - 松川貴弘
「鉄子の部屋」の店員。

### ゲスト

#### 第1話
谷口由香
演 - 菊池桃子
ホストクラブ「フィナーレ」の常連客でリュウジに大金を貢ぐ主婦。しかし、これは表の顔で裏ではFXによって10億円近い所得を隠している張本人であった。リュウジに一軒家まで与えるなどをしていた。リュウジは谷口にとって都合の良い「所得隠しの窓口」で、FXも相川祐希名義（リュウジの本名）で行う事で国税局の捜査の目から逃れていた。
愛川リュウジ（本名：相川祐希）
演 - 金児憲史
ホストクラブ「フィナーレ」のNo.1ホスト。「フィナーレ」のガサ入れの後に東京国税局に疑われた人物。相川祐希名義で銀行に多額の現金取引があることから国税局が当初に目をつけ脱税調査のターゲットになっていた。しかし、松子は愛川に行った質問の中で「FX」をどこかのブランドと勘違いし、ポンドをどこの国の通貨であるかも分からない程金銭に鈍感である事から彼が真犯人でないと悟っていた。結果、谷口に利用されていただけの人物で、谷口が愛川に与えた一軒家からは多数の取引用のニセ印鑑や金の延べ板を輸送した小包の袋などが発見され、一旦は身柄を拘束される。
西伊豆税務署長
演 - 平賀雅臣
西伊豆税務署の署長で松子の上司である。松子の査察部異動に驚きを隠せない。
会社社長
演 - 笹野高史
西伊豆で脱税を摘発された社長。自分だけ捕まって不公平だ、と松子に文句をつけるが、全て「そうですね」の一言でかわされる。悪質な脱税で刑事告発されて3年以下の懲役となると聞いて必死に土下座する。
倉田
演 - 半海一晃
ホストクラブ「株式会社フィナーレ」のオーナー兼経営者。愛人宅に泊まっている時にガサ入れを受け、彼の店は潰れた。

#### 第2話
桐島まどか
演 - 森口瑤子
HBSでMBAを取得したやり手の経営コンサルタントであり、著書でリーマンショックを予見した事から評価され、又は彼女の美貌から注目を集めていた。税理士の白石と共同経営していた会社を2003年に倒産させており、その後留学したHBS内で新田と知り合っている。松子は彼女のtwitterによるつぶやき（「○○○なう」が口癖）や、あるいは著書内での記述と実際の行動パターンとの矛盾に着目し、過去を調べると毎年10月24日にのみ桐島の不審な点を発見する。そして2003年の倒産が偽装倒産であった事が後に暴かれ、最後には自身の味方でもあった白石によって洗いざらい暴露された。
白石徹
演 - 佐野史郎
桐島の顧問税理士。関東税理士会の名誉会長でもあり、過去において桐島と会社の共同経営者でもあった。長く密接な関係から桐島への想いを募らせており、毎年10月24日だけは「会社倒産記念日」としてレストランを予約して2人だけの秘密として共に過ごしていた。又、桐島に対して税務や財政に対するノウハウを伝授した師でもある。しかし、桐島の贅の限りを尽くすような豪遊などその行動に対してすでに疑念を持っていたようで、周囲から脱税の疑惑が上がったこの年の10月24日に予約していたレストランに桐島が現れず、代わりに松子から桐島の意中にはもう己の姿がないと知らされた事がトドメとなり、自らが作成した脱税帳簿を国税局に提出し全てを白状した。

#### 第3話
門倉要
演 - 石橋蓮司
キャリア官僚の子供達も多く通う名門校、京徳学園の理事長兼園長。過去何度も国税局の調査を裏で握り潰してきており、曽根と三木もかつて煮え湯を飲まされていた。
春山繁
演 - 遠山俊也
ひだまり塾の塾長。「通学訓練」と称して生徒に京徳学園へ裏口入学の為の賄賂を運ばせていた。

#### 第4話
小田タキ
演 - 佐々木すみ江
山梨県・勝沼で小田葡萄園を営む資産家。10年前に夫に先立たれ、健太郎と二人暮らしで昔気質な人柄。葡萄園以外にワイナリー、マンション7棟、ビル3棟などを所有する。当初、松子が健太郎と居合わせた婚活パーティーにて健太郎の話を聞いて健太郎の母の財産について怪しむ。その後、夜中に現金を畑に埋めていたのを松子が発見するが、これらの現金については正しい申告をしており、タキの親心と心意気を聞いた松子はタキに対する脱税の疑いを捨て去る。しかし、その数日後に心不全で急死する。
小田健太郎
演 - 塚地武雅
タキの長男。独身で婚活中。脱税容疑のある結婚相談所が主催する婚活パーティーを内偵捜査中の松子と同じ卓についた為に、自己紹介から隠し財産を疑った松子につきまとわれる事になった。犬養のようなクールな女性を好むが、母のタキは農家の嫁がつとまるような気の強い活発な女性こそ健太郎の嫁に相応しいと感じており、温厚で不器用な健太郎を心配すると共に、その誠実さと真面目な性格を買って将来農家の跡目として継がせたいと思っていた。タキが畑に現金を埋めていたのも、健太郎が畑の中から現金を出土させたとき、彼ならばそれを警察に届けるだろうと見込んでの事であり、財産の半分を持っていかれる相続税よりも、遺失物を届けて財産となった場合の所得税とした方がより多くの遺産を健太郎に残せる事を知っての、せめてもの親心であった。
小田康夫
演 - 猪狩賢二
タキの次男。高級腕時計をコレクションにするなど、浪費癖があるようである。タキと健太郎が住む母屋とは別の離れに妻のサチと暮らす。タキの死後、マンション、ビル、貸地、有価証券などを相続したが、サチから健太郎の相続した畑にタキが現金を埋めていた事を聞いており、康夫はサチと共謀してこれらの現金を掘り起こし、葡萄園敷地内にあるワイナリーの樽の中にそれを隠していた。
小田サチ
演 - 泉里香
康夫の嫁。元キャバクラ嬢。農家の嫁に来ても濃い化粧やスパンコール付きのキラキラした服を着用したり、ネイルに凝るサチの人物像を見て生前のタキは農家の嫁としていかがなものかと感じていた。タキが畑に現金を埋めていたところを目撃し、康夫と掘り起こした。掘り起こした現金を隠す為に生前タキが大事にしていた1970年物のヴィンテージワインの樽を全て空けて、その中身を瓶に移し替えていた。脱税容疑で家宅捜査が行われた際にその瓶が割れ、犬養の利き酒によって樽の中に現金を隠している事が判明してしまう。
宮部
演 - 中丸新将
新田の上司で財務省の財務事務次官。新田を中華料理店に誘って今後の在り方を指南するが、その根底には近い将来に人事が動く事を想定して第3話に脱税を立件した京徳学園の様に財務大臣の横槍を喰らう可能性のある案件には二度と手を出すなと釘を刺すものだった。又、新田に「君は国家を担う人間だ。安っぽい正義感など捨てろ」と苦言を呈した。

#### 第5話
大田原寅男
演 - 丸岡奨詞
大田原建設社長。
浜口
演 - 兒玉宣勝
派遣社員。友也にスーツの染み抜きを依頼するが、職探しや貧乏暮らしに疲れ、アパートの自室で首吊り自殺する。
萩原拓馬
演 - 村田充（第7話にも出演）
大田原建設の現場監督。3億円を持ち逃げし、ヤンキー仲間だった友也に預ける。
藤野
演 - 矢島健一（第7話にも出演）
山井興業常務。

#### 第6話
三崎愛
演 - 室井滋
宗教法人『運命教会』兼ブライダル産業『ふれあい産業』代表取締役社長。会長の大鳥とは長年の内縁関係にある。
大鳥清太郎
演 - 平泉成
ブライダル産業『ふれあい産業』グループの創立者で、現在は運命教会グループ代表取締役会長。鉄子の部屋の常連客でもある。愛人が何人もいる。宗教法人・愛人を隠れ蓑に脱税を行っている。
島田美恵
演 - 紫吹淳
大鳥の愛人のひとり。『ふれあい産業』グループの結婚紹介所の代表取締役社長と、宗教法人『運命教会』で副代表をしている。
小泉しのぶ
演 - 森脇英理子
大鳥の愛人のひとり。『ふれあい産業』グループの結婚式場の代表取締役社長・支配人を務めている。
青山珠美
演 - 秋山莉奈
大鳥の新しい愛人。

#### 第7話
青山貴美子
演 - 真野響子
大手人材派遣会社『アオヤマビジネスサポート』社長。その美貌で、政財界の大物たちを利用し、会社を大きくしたという噂もある。
花形啓介
演 - 橋爪功（最終話にも出演）
脱税疑惑のある『花形不動産』社長。山井興業や大田原建設とも関係が深く、政治家ともつながりがあるという噂もある。

#### 最終話
花形富士子
演 - 山口美也子
花形の妻。
中山中道
演 - 勝部演之
代議士。
中山知道
演 - 杉村太蔵
二世議員。父の地盤を受け継ぎ選挙に立候補する。
マツコ・デラックス
演 - マツコ・デラックス（本人役）
東京国税局の脱税防止キャンペーンガール

#### スペシャル
「美容整形5億脱税の女医!? マルサの女が挑む大病院と600キロ離島裏金ルートの点と線!! 脱税する奴は、日本の道路を歩くな!!」
万城野（まきの）権蔵
演 - 伊東四朗
万城野総合病院院長。
万城野駿
演 - 速水もこみち
権蔵の次男。
万城野診療所院長
万城野節子
演 - 高岡早紀
権蔵の長女。
万城野総合病院美容外科部長。仕事の疲れを「ニューハーフ・パブ」で金をばら撒く癖がある。
万城野潤一郎
演 - 甲本雅裕
権蔵の長男。
父親の後継のため医学部まで出て医師免許試験も幾度となく受けたが全て不合格になり、現在は万城野総合病院の事務長を務めている。
マツコ・デラックス
演 - マツコ・デラックス（本人役）
トマト
演 - はるな愛
ニューハーフ・パブのダンサー。
千木良耕作
演 - 大和田伸也
東都国際貿易株式会社社長 法人税法違反で査察を受ける。

## スタッフ
- ナレーション - 津川雅彦
- 脚本 - 中園ミホ
- 音楽 - 荻野清子
- 演出 - 松田秀知、田村直己
- 主題歌 - DREAMS COME TRUE「LIES, LIES.」[11]
- 税務監修 - 大村大次郎
- 法律監修 - 久島和夫
- 殺陣 - 釼持誠
- カースタント - タカハシレーシング
- 企画協力 - 古賀誠一
- プロデューサー - 内山聖子、木内麻由美
- 協力プロデューサー - 梅田玲子（ザ・ワークス）
- 制作協力 - ザ・ワークス
- 制作著作 - テレビ朝日

## 放送日程
- 第1話と最終話は15分拡大の21時 - 22時9分に放送された。

| 各話                                                           | 放送日         | サブタイトル                              | 演出     | 視聴率 |
| -------------------------------------------------------------- | -------------- | ----------------------------------------- | -------- | ------ |
| 第1話                                                          | 2010年10月21日 | マルサの女帝vs10億円脱税主婦!             | 松田秀知 | 17.6%  |
| 第2話                                                          | 10月28日       | マルサvs3億脱税の時効!                    | 松田秀知 | 13.1%  |
| 第3話                                                          | 11月04日       | 5歳が運ぶ…お受験脱税!?                    | 田村直己 | 12.6%  |
| 第4話                                                          | 11月11日       | 遺産!? 畑に5億を埋める女                  | 田村直己 | 15.1%  |
| 第5話                                                          | 11月18日       | 最愛の友と消えた3億円!                    | 松田秀知 | 12.1%  |
| 第6話                                                          | 11月25日       | 愛人が4人! 金庫番の女帝                   | 田村直己 | 13.0%  |
| 第7話                                                          | 12月02日       | 最後の大仕事〜ハケン脱税                  | 松田秀知 | 11.8%  |
| 最終話                                                         | 12月09日       | 最終SP!! 20億脱税夫婦は日本の道路を歩くな | 松田秀知 | 14.4%  |
| 平均視聴率 13.9%（視聴率はビデオリサーチ調べ、関東地区・世帯） |                |                                           |          |        |

| 放送日       | サブタイトル | 演出     | 視聴率 |
| ------------ | --- | -------- | ------ |
| 2012年2月4日 | 美容整形5億脱税の女医!? マルサの女が挑む大病院と600キロ離島裏金ルートの点と線!! 脱税する奴は、日本の道路を歩くな!! | 田村直己 | 16.6%  |